# Yve-Alain Bois
Yve-Alain Bois, né le 16 avril 1952 à Constantine (Algérie),, est un commissaire d'exposition, historien et critique d'art, enseignant à l'European Graduate School, à Saas-Fee, en Suisse.

## Biographie
Il obtient sa maîtrise ès arts pour son travail sur la typographie chez El Lissitzky à l'École pratique des hautes études, à Paris, en 1973, puis un doctorat en 1977, à propos de « Lissitzky, Malevitch, et la question de l'espace », à l'École des hautes études en sciences sociales, tous les deux étant supervisés par Roland Barthes.
C'est un historien de l'art reconnu, ayant repoussé les limites de la discipline, à partir de la philosophie française et de la théorie critique. Il a travaillé au Centre national de la recherche scientifique, à l'université Johns-Hopkins, à l'université Harvard et à l'Institute for Advanced Study ; il est chevalier des Arts et des Lettres depuis 2002 et membre de l'Académie américaine des arts et des sciences.
Il est notamment connu, par ailleurs, pour avoir publié l'ouvrage Matisse and Picasso en 1998, dans lequel il démontre que Matisse et Picasso se sont grandement influencés l'un l'autre. En 1990, il publie Painting as Model, cherchant à réconcilier théorie critique et recherche historique. Il a également étudié les peintures de Barnett Newman (Reconsidering Barnett Newman, 2005) et les travaux de Sophie Calle (Sophie Calle: Did You See Me?, 2003).